# غودتيل (كوهستان)
غودتيل (بالفارسية: گودتیل) هي قرية تقع في إيران في Kuhestan Rural District.